# Kurt Lischka
Kurt Paul Werner Lischka (ur. 16 sierpnia 1909 we Wrocławiu, zm. 5 kwietnia 1989 w Brühl) – zbrodniarz nazistowski, oficer SS współodpowiedzialny za eksterminację francuskich Żydów.

## Życiorys
Urodził się we Wrocławiu jako syn urzędnika bankowego. Po ukończeniu studiów prawniczych i politologii we Wrocławiu i Berlinie, pracował w niemieckim sądownictwie. Członek NSDAP, do SS wstąpił 1 czerwca 1933. 1 września 1935 Lischka rozpoczął pracę w Gestapo. W 1938 mianowano go na pewien okres szefem Referatu żydowskiego (B4), był także głową berlińskiego Centrum do spraw emigracji Żydów. W styczniu 1940 został szefem Gestapo w Kolonii. Następnie przeniesiono go do okupowanej przez III Rzeszę Francji w listopadzie 1940, gdzie został zastępcą SS-Ostuf Helmuta Knochena, komendantem Sipo-SD w Île-de-France (KdS Paris). 
Na początku 1942, po utworzeniu Dowództwa Sipo-SD na Francję, przejął stanowisku po swoim zwierzchniku. W hitlerowskim aparacie terroru uchodził za specjalistę od spraw żydowskich, ponosił odpowiedzialność za organizację i przeprowadzenie deportacji do obozów zagłady i obozów koncentracyjnych 80 tysięcy francuskich Żydów (odpowiadał za wydanie dekretu o obowiązku noszenia żółtej gwiazdy Dawida dla osób powyżej 6 roku życia oraz za organizację obławy Vel d’Hiv). Prowadził także działania wymierzone w ruch oporu na terenie Paryża i okolic. We wrześniu 1943 został w związku z oskarżeniem o korupcję odwołany do Berlina (oskarżenia zostały ostatecznie odwołane), w październiku 1943 został kierownikiem sekcji D-1 grupy D IV wydziału (Gestapo) Głównego Urzędu Bezpieczeństwa Rzeszy zajmującego się wielkoniemiecką strefą wpływów w Protektoracie Czech i Moraw.
Pod koniec wojny sekcja Lischki ewakuowana została do Szlezwiku-Holsztynu, gdzie ukrywał się jako robotnik rolny w Sankt Peter-Ording. 10 grudnia 1945 został aresztowany przez brytyjskie wojska okupacyjne. Był najpierw uwięziony przez Brytyjczyków, później przez Francuzów. Ostatecznie 2 maja 1947 został wydany władzom czechosłowackim, w związku z jego działalnością jako szef ds. Czech i Moraw. Został jednak zwolniony i 22 sierpnia 1950 powrócił do Niemiec Zachodnich. Mimo że sąd francuski skazał go 18 września 1950 zaocznie na dożywocie, Lischka rozpoczął spokojne życie w RFN, zostając nawet powołany na stanowisko sędziego.
Jednak dzięki staraniom Serge’a (francuskiego prawnika, który przeżył Holocaust) i Beate Klarsfeldów Kurt Lischka, wraz z dwoma innymi zbrodniarzami pod koniec lat 70. stanął przed sądem w Kolonii. Oprócz niego na ławie oskarżonych zasiedli: Ernst Heinrichsohn (pomocnik Lischki podczas jego służby w Paryżu, po wojnie m.in. burmistrz miasta Bürgstadt w Bawarii) i Herbert Martin Hagen (jeden z wyższych oficerów SD w okupowanej Francji, skazany zaocznie przez francuski sąd na dożywocie, po wojnie ceniony i znany przemysłowiec w RFN). Był to najważniejszy proces zbrodniarzy hitlerowskich od czasów izraelskiego procesu Eichmanna w Jerozolimie. Jest on także uznawany przez niektórych za ostatni wielki proces nazistowskich zbrodniarzy wojennych. 2 lutego 1980 Kurt Lischka został uznany za winnego zbrodni ludobójstwa i skazany na 10 lat pozbawienia wolności.
Klarsfeldowie zostali skazani na karę dwóch miesięcy pozbawienia wolności w zawieszeniu za przygotowywanie uprowadzenia Lischki.

## Awanse
- SS-Obersturmbannführer - 20 kwietnia 1942[2]